# 무창포항
무창포항(武昌浦港)은 충청남도 보령시 웅천읍 관당리에 있는 어항이다. 1972년 8월 7일 지방어항으로 지정되었고, 2017년 4월 7일 국가어항으로 승격되었다.

## 개발 계획
2011년 3월 15일 대산지방해양항만청에서 무창포항 방파제 끝단에 3월부터 9월까지 등대를 설치하여 입․출항 선박의 안전항해의 길잡이로서 출발과 도착을 알리는 역할은 물론, 지역주민과 관광객에게 항구를 상징하는 랜드 마크로서 역할을 수행할 것으로 기대된다.

## 어항 구역
무창포항의 어항구역은 다음과 같다.
- 육역 : 249,394m2 (충청남도 보령시 웅천읍 관당리 888-58 외 12필지, 8,616m2)
- 수역 : 249,394m2 (무창포해수욕장 연접지점(X=405,649 Y=158,467)에서 정서방향 440m 나아간 해상점, 이점에서 정북방향 453m 나아간 해상점 및 이점에서 정동방향 402m 나아간 육지점(X=406,102 Y=158,429)을 순차적으로 연결한 선내의 공유수면)

## 주요 어종
- 광어, 갑오징어 등

## 관련 축제
- 충청남도 보령시는 무창포항 인근의 무창포해수욕장에서 2011년 5월 21일부터 2주간 '광어 갑오징어 축제'를 개최한다.[4][5][6]

## 같이 보기
- 무창포해수욕장
- 서해안고속도로 무창포 나들목